# Gustav Bergemann
Gustav Bergemann (né le 3 octobre 1948 à Bad Sulza) est un homme politique allemand de la CDU. Il est membre du Landtag de Thuringe de 1999 à 2014.

## Biographie
De 1965 à 1968, Bergemann suiti un apprentissage d'outil et étudie à l'école d'ingénieurs pour la construction d'appareils scientifiques à Iéna de 1968 à 1971. Là, il obtient son diplôme d'ingénieur. Après cela, il travaille comme ingénieur de recherche dans l'usine horlogère de Ruhla jusqu'en 1990. De 1990 à 1993, il est président du comité général d'entreprise de l'usine horlogère.
En 1993, il devient chef de service au ministère des Affaires fédérales et européennes de Thuringe, poste qu'il occupe jusqu'en 1994. De 1995 à 1999, il est chef de service à la chancellerie d'État de Thuringe.

## Politique
En 1999, il est élu au Landtag de Thuringe. En plus de ce poste, il est président d'État du Syndicat chrétien-démocrate des travailleurs (CDA) et vice-président fédéral du CDA depuis 1995. Il est membre du conseil fédéral de l'ADC depuis 1990. Il est membre du comité exécutif régional de la CDU en Thuringe et conseiller municipal de Ruhla. Après les élections régionales de 2014, il prend sa retraite.